# Ара (род)
Ара (лат. Ara) — род птиц семейства попугаевых.

## Внешний вид
Крупные (длиной до 95 см) попугаи с очень яркой окраской зелёных, красных, голубых и жёлтых тонов. Самцы, самки и молодые особи окрашены почти одинаково. Участки вокруг глаз и боков головы голые, иногда — с редкими и короткими пёрышками. Крылья к концу сильно вытянутые и заострённые. Хвост клиновидной формы, длиннее тела. Характерная особенность — крупный, сжатый с боков и сильно закруглённый клюв с круто загнутым кончиком. Клюв ара — самый крепкий на Земле.

## Распространение
Распространены в Центральной и Южной Америке.

## Образ жизни
В природных условиях селятся в тропических районах с лесистыми участками. Ведут стайный образ жизни, но пары создают на долгие годы. Стаи ар иногда вредят плантациям плодовых деревьев. 1 вид и 1 подвид занесены в Красную книгу МСОП.

## Содержание
При хорошем уходе легко приручаются и прекрасно чувствуют себя в неволе. Могут прожить 30—75 лет, но в среднем — до 60 лет. Дома этих птиц содержали ещё индейцы доколумбовой Америки и сегодня в домашних условиях они встречаются довольно часто. Питаются зерновой смесью, различными овощами, фруктами и другими кормами.

## Классификация
Род включает 8 видов:
- Сине-жёлтый ара Ara ararauna (Linnaeus, 1758)
- Синегорлый ара Ara glaucogularis Dabbene, 1921
- Каштановолобый ара Ara severus (Linnaeus, 1758)
- Красноухий ара Ara rubrogenys Lafresnaye, 1847
- Малый солдатский ара Ara militaris (Linnaeus, 1766)
- Солдатский ара Ara ambiguus (Bechstein, 1811)
- Красный ара Ara macao (Linnaeus, 1758)
- Зеленокрылый ара Ara chloropterus G. R. Gray, 1859

Кроме того, к роду относят несколько вымерших видов:
- † Жёлто-зелёный доминиканский ара Ara atwoodi (Clark, 1905)
- † Виргинский ара Ara autocthones (Wetmore 1937)
- † Ara erythrocephala Gosse, 1847
- † Кубинский ара Ara tricolor Bechstein, 1811
- † Красный ямайский ара Ara gossei (Rothschild 1905)
- † Ara guadeloupensis (Clark 1905)
- † Мартиникский ара Ara martinica (Rothschild 1905)